# Motion in the Ocean
Motion in the Ocean – trzeci z kolei wydany własny album zespołu McFly. Płyta ukazała się 6 listopada 2006 i zadebiutowała na liście 75 najlepszych brytyjskich albumów na 6 miejscu. Już 10 listopada 2006 album uzyskał tytuł złotego. Na płycie w rozszerzonej wersji umieszczono także utwór grupy Queen, „Don’t Stop Me Now”.

## Lista utworów
1. „We Are the Young” (Tom Fletcher, Danny Jones, James Bourne, Jason Perry, Julian Emery) – 3:54
2. „Star Girl” (Fletcher, Jones, Dougie Poynter, Harry Judd, Perry, Emery, Dan Carter) – 3:28
3. „Please, Please” (Fletcher, Jones, Poynter, Judd, Perry) – 3:09
4. „Sorry's Not Good Enough” (Fletcher, Poynter, Jones, Perry, Emery) – 4:27
5. „Bubble Wrap” (Fletcher) – 5:12
6. „Transylvania” (Poynter) – 4:10
7. „Lonely” (Fletcher, Bourne) – 3:52
8. „Little Joanna” (Fletcher, Poynter, Jones, Fletcher) – 3:56
9. „Friday Night” (Fletcher, Jones, Poynter, Perry, Emery, Carter) – 3:22
10. „Walk in the Sun” (Jones) – 4:35
11. „Home Is Where the Heart Is” (Fletcher, Jones, Perry) – 4:31
12. „Don’t Stop Me Now” (Freddie Mercury) – 3:20 (Edycja Limitowana)
13. „Silence Is a Scary Sound” (Poynter) – 3:23